# José de Queirós Aranha
José de Queirós Aranha (Campinas, 13 de dezembro de 1866 — São Paulo, 17 de setembro de 1943), foi um  aristocrata e cafeicultor. Era filho do barão de Anhumas, Manuel Carlos Aranha e da baronesa consorte de Anhumas, Brandina Augusta de Queirós Aranha, grandes proprietários de terras e cafeicultores na região de Campinas e Jundiaí.
Casou-se com sua prima-irmã Maria Egídio de Sousa Aranha (Campinas, 7 de outubro de 1866 — São Paulo, 17 de março de 1938), filha do tenente coronel José Egídio de Sousa Aranha (Campinas, 19 de março de 1821 - Campinas, 24 de fevereiro de 1885), diretor da Companhia Mogiana de Estradas de Ferro, eleito em 1873, sendo irmão gêmeo de Joaquim Egídio de Sousa Aranha, marquês de Três Rios, e filho de Maria Luzia de Sousa Aranha, viscondessa de Campinas, e de Antônia Flora de Queirós Aranha, irmã da baronesa de Anhumas, do ramo familiar "Pereira de Queirós", de Jundiaí.
Foram seus filhos:
- Marina de Queirós Aranha[9] que se casou com o jurista e professor Alcebíades Delamare Nogueira da Gama.
- José Octávio de Queirós Aranha[10] que se casou com Olga de Gusmão, com geração.
- Cássio Egídio de Queirós Aranha[11] que se casou com Cynira Rudge da Silva Ramos, com geração.
- Maria Aparecida de Queirós Aranha[12] que se casou com José Estanislau do Amaral Souza, com geração.

Foi seu tio,  Joaquim Policarpo Aranha barão de Itapura, que se casou com sua prima Libânia de Sousa Aranha filha da Viscondessa de Campinas.
Agraciado com o título de cavaleiro fidalgo da casa imperial. Formou-se pela Faculdade de Direito da Universidade de São Paulo, no ano de 1890. Participou ativamente da campanha Abolicionista de 1886.

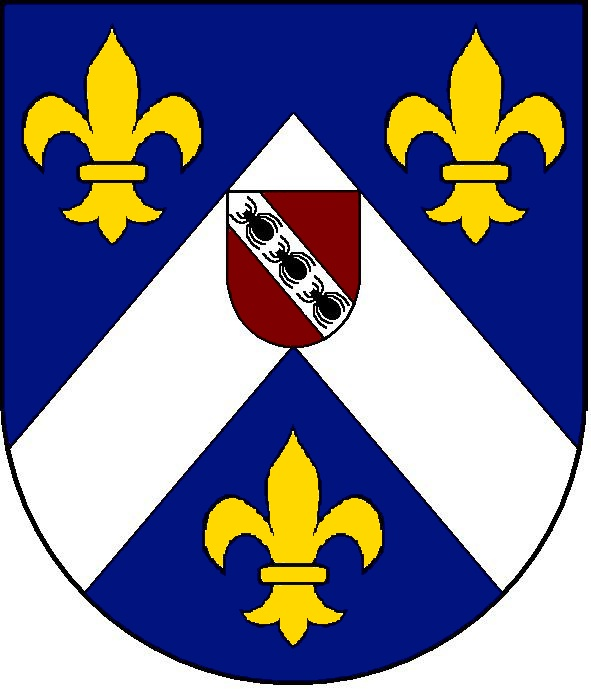
Brasão da Família Aranha

Cafeicultor, foi grande proprietário de terras, como a fazenda Santa Bárbara (Santo Antônio de Posse) e, em Campinas, as fazendas Jambeiro, Palmeiras, Terra Branca e Fazenda Santa Maria (antiga Fazenda Tanquinho), fazenda de café, com 500 alqueires, originária da Fazenda Anhumas que foi criada por meio de uma sesmaria, onde se estabeleceu a Estação Tanquinho (referência ao antigo nome da fazenda, sendo a única a ter uma linha destinada a lavagem dos vagões que transportavam o gado e com seu nome com origem dos dois tanques de água existentes no local) da Estrada de Ferro Mogiana. A primeira estação, depois da estação de Campinas da Companhia Paulista, a que o trem da Mogiana chegava no início das suas atividades em 1875, era "Tanquinho" e com frente construída para um talude que favorecia o embarque do café. "Construída no local deste nome em que a Estrada dos Fazendeiros do bairro da Atibaia atravessa a linha no km 20 e terras do Comendador Manoel Carlos Aranha (*RM-26/7/1874)". Entretanto, essa estação original, cujo prédio foi construído em 1880, situava-se em local diferente da atual; a retificação do trecho, em 1926, deixou-a fora do leito com sua conseqüente desativação, substituída pela nova. Hoje, está descaracterizada, mas em pé, dentro da Fazenda Santa Maria, servindo como paiol, a uns setecentos metros a oeste da estação nova. Posteriormente, a Fazenda Santa Maria foi vendida ao cafeicultor e político Herbert Victor Levy, sendo considerada de relevante interesse histórico.
Foram seus irmãos Luís Augusto de Queirós Aranha que se casou com Marina da Silva Prado (filha do conselheiro Antônio da Silva Prado) e Ana Brandina de Queirós Aranha que se casou com José Estanislau de Arruda Botelho (filho do conde do Pinhal). Foram ainda seus meio-irmãos, por parte do primeiro casamento de seu pai com Ana Teresa de Sousa Aranha: Álvaro, Manuel, Ana (que se casou com seu primo José Francisco Barboza Aranha, filho de Antonio Barboza e de Maria de Souza Aranha, esta sendo irmã de seu pai Manuel Carlos Aranha, com geração), Carlos Norberto (que se casou com Escolástica de Sousa Aranha), Urbano Sabino (que se casou com Escolástica Salles Pereira de Queirós), Pedro de Alcântara, Joaquim, Rodrigo e Augusto de Sousa Aranha.
Na Capital de São Paulo, após implantação da ferrovia, sua residência foi em um Solar da rua Brigadeiro Tobias (mais tarde, séde da Região Militar), rua que se tornou um dos endereços preferidos da elite cafeeira. Posteriormente fixou residência na avenida Angélica, no bairro de Higienópolis.
Encontra-se sepultado no Cemitério da Irmandade do Santíssimo Sacramento da Catedral de São Paulo, no mesmo jazigo onde igualmente se encontram sua espôsa Maria Egídio de Sousa Aranha e sua mãe, Brandina Augusta de Queirós Aranha, baronesa de Anhumas.
Dá seu nome a logradouro na capital de São Paulo, a Rua Doutor José de Queiroz Aranha, no bairro de Vila Mariana.